# Rhipidia (Rhipidia) atopolobos
Rhipidia (Rhipidia) atopolobos is een tweevleugelige uit de familie steltmuggen (Limoniidae). De soort komt voor in het Neotropisch gebied.